# Luciano Crovato
Luciano Crovato (* in Venedig) ist ein italienischer Filmregisseur und Schauspieler.
Crovato beschäftigte sich mit Malerei und Plakatkunst; seit Mitte der 1970er Jahre war er außerdem als Nebendarsteller in einigen Filmen als Schauspieler aktiv. 1994 drehte er, in Zusammenarbeit mit Lina Mangiacapre, seinen ersten Film als Regisseur, dem 1995 Per favore, strozzate la cicogna folgte. Beide Filmen litten unter mangelnder Distribution.

## Filmografie

### Regisseur
- 1994: Donna di cuori (Ko-Regie)
- 1995: Per favore, strozzate la cicogna (auch Buch und Darsteller)

### Schauspieler
- 1988: Evil Clutch – Die Rückkehr der Dämonen (Evil clutch)